# Kharan
Kharan est une localité du Pakistan, située dans la province de Baloutchistan. Elle est la capitale du district de Kharan.
Conquise par les Britanniques, Kharan fut une principauté dont les souverains portèrent le titre de "mir" puis de "nabab" et qui subsista jusqu'en 1955.
La population de la ville a été multipliée par plus de sept entre 1972 et 2017 selon les recensements officiels, passant de 6 093 habitants à 44 655. Entre 1998 et 2017, la croissance annuelle moyenne s'affiche à 2,5 %, un peu supérieure à la moyenne nationale de 2,4 %. Selon le recensement de 2023, la population de la ville monte à 80 806 habitants.
Plus de 99 % des habitants de la ville parlent le baloutchi.
Essentiellement musulmane, la ville inclut une petite communauté hindoue de près de 2 000 fidèles.
Le taux d'alphabétisation de la ville s'élève à 51 % en 2023 (contre une moyenne nationale de 61 % et provinciale de 42 %), dont 62 % pour les hommes et 39 % pour les femmes.
|            | 1972 (rec.) | 1981 (rec.) | 1998 (rec.) | 2017 (rec.) | 2023 (rec.) |
| ---------- | ----------- | ----------- | ----------- | ----------- | ----------- |
| Population | 6 093       | 10 472      | 27 806      | 44 655      | 80 806      |